# Limia rivasi
Limia rivasi es una especie de peces de la familia de los pecílidos en el orden de los ciprinodontiformes.

## Morfología
Los machos pueden alcanzar los 3,1 cm de longitud total.

## Distribución geográfica
Se encuentran en Haití.